# The Watch
The Watch – włoski zespół wykonujący rock progresywny. Grupa powstała w 1997 roku z inicjatywy wokalisty i flecisty Simone'a Rossetti, który jest jej jedynym stałym członkiem. The Watch, mimo kilku własnych albumów, jest znany głównie z wykonywania coverów zespołu Genesis. Muzyka The Watch jest stylizowana na wczesnych płytach Genesis. Muzycy używają podobnych instrumentów, a wokal Rossettiego jest bardzo podobny do głosu Petera Gabriela, co powoduje, że bardzo łatwo można ich kompozycje pomylić z twórczością Genesis. 

## Członkowie zespołu
W skład zespołu wchodzą:
- Simone Rossetti – flet, wokal
- Guglielmo Mariotti – gitara basowa, gitara 12-strunowa
- Giorgio Gabriel – gitara elektryczna, gitara akustyczna, gitara 12-strunowa
- Valerio De Vittorio – instrumenty klawiszowe
- Marco Fabbri – perkusja

## Dyskografia
Na dyskografię zespołu składają się następujące albumy:
1. Twilight (1997) – jako The Night Watch[4]
2. Ghost (2001)
3. Vacuum (2004)
4. Primitive (2007)
5. The Watch Live (2008)
6. Planet Earth? (2010)
7. Timeless (2011)
8. Tracks from the Alps (2014)